# Manéhouville
Manéhouville est une commune française située dans le département de la Seine-Maritime en région Normandie.

## Géographie

### Hydrographie
La commune est située dans le bassin Seine-Normandie. Elle est drainée par la Scie,.
La Scie s'écoule du sud vers le nord, sur le flanc est du territoire communal, dont elle constitue une limite. D'une longueur de 38 km, elle prend sa source dans la commune d'Étaimpuis et se jette  dans la Manche à Hautot-sur-Mer, après avoir traversé 20 communes. 

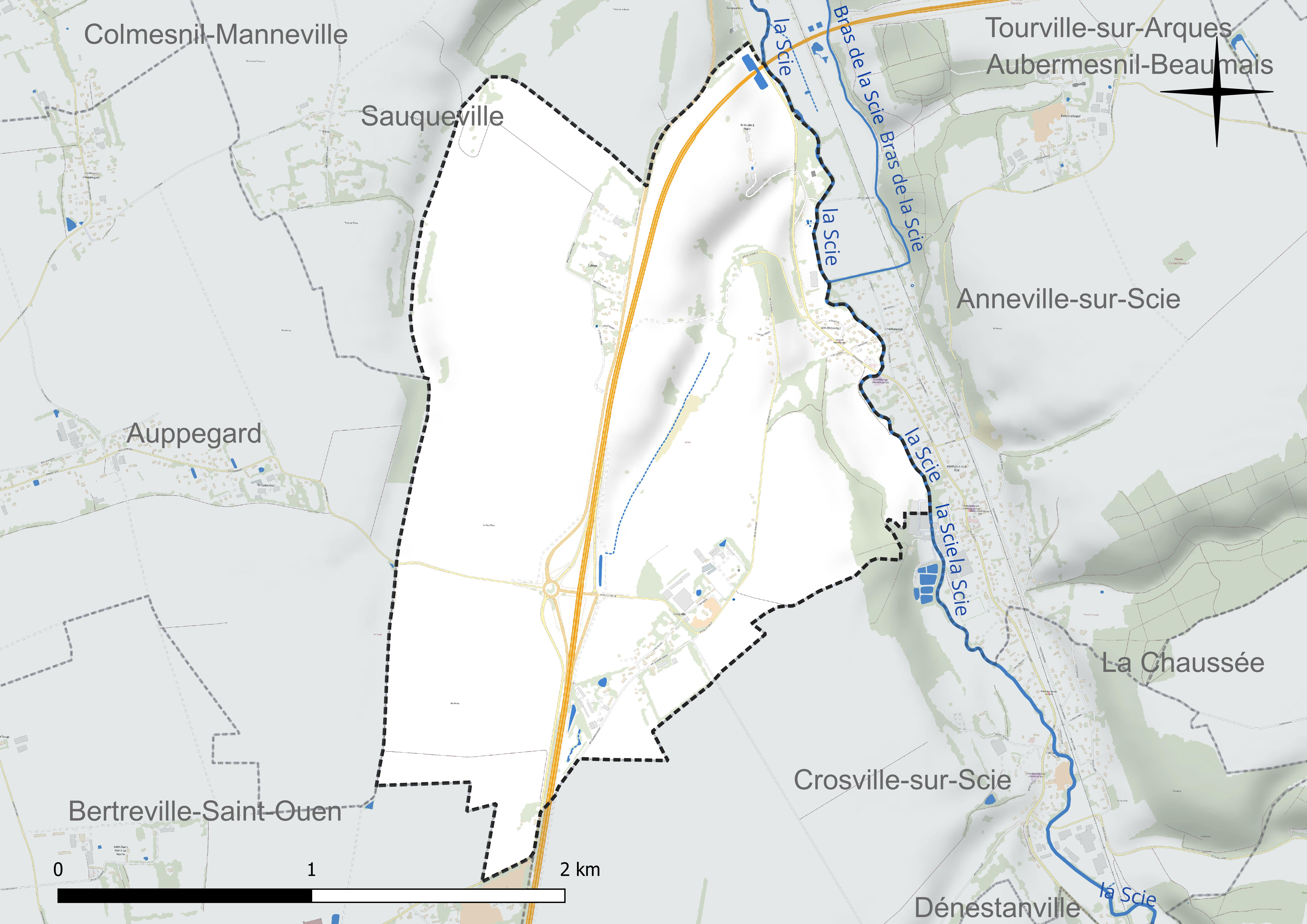
Réseau hydrographique de Manéhouville.

### Climat
Pour des articles plus généraux, voir Climat de la Normandie et Climat de la Seine-Maritime.
En 2010, le climat de la commune est de type climat océanique franc, selon une étude du CNRS s'appuyant sur une série de données couvrant la période 1971-2000. En 2020, Météo-France publie une typologie des climats de la France métropolitaine dans laquelle la commune est exposée à un climat océanique et est dans la région climatique Côtes de la Manche orientale, caractérisée par un faible ensoleillement (1 550 h/an) ; forte humidité de l’air (plus de 20 h/jour avec humidité relative > 80 % en hiver), vents forts fréquents. Parallèlement le GIEC normand, un groupe régional d’experts sur le climat, différencie quant à lui, dans une étude de 2020, trois grands types de climats pour la région Normandie, nuancés à une échelle plus fine par les facteurs géographiques locaux. La commune est, selon ce zonage, exposée à un « climat maritime », correspondant au Pays de Caux, frais, humide et pluvieux, légèrement plus frais que dans le Cotentin.
Pour la période 1971-2000, la température annuelle moyenne est de 10,7 °C, avec une amplitude thermique annuelle de 13,5 °C. Le cumul annuel moyen de précipitations est de 886 mm, avec 13 jours de précipitations en janvier et 8,3 jours en juillet. Pour la période 1991-2020, la température moyenne annuelle observée sur la station météorologique la plus proche, située sur la commune de Dieppe à 10 km à vol d'oiseau, est de 11,3 °C et le cumul annuel moyen de précipitations est de 805,2 mm,. Pour l'avenir, les paramètres climatiques de la commune estimés pour 2050 selon différents scénarios d’émission de gaz à effet de serre sont consultables sur un site dédié publié par Météo-France en novembre 2022.

## Urbanisme

### Typologie
Au 1er janvier 2024, Manéhouville est catégorisée commune rurale à habitat dispersé, selon la nouvelle grille communale de densité à sept niveaux définie par l'Insee en 2022.
Elle appartient à l'unité urbaine de Longueville-sur-Scie, une agglomération intra-départementale regroupant sept  communes, dont elle est une commune de la banlieue,,. Par ailleurs la commune fait partie de l'aire d'attraction de Dieppe, dont elle est une commune de la couronne,. Cette aire, qui regroupe 62 communes, est catégorisée dans les aires de 50 000 à moins de 200 000 habitants,.

### Occupation des sols
L'occupation des sols de la commune, telle qu'elle ressort de la base de données européenne d’occupation biophysique des sols Corine Land Cover (CLC), est marquée par l'importance des territoires agricoles (97,6 % en 2018), une proportion identique à celle de 1990 (97,6 %). La répartition détaillée en 2018 est la suivante :
terres arables (66,9 %), prairies (18 %), zones agricoles hétérogènes (12,7 %), zones urbanisées (2,2 %), forêts (0,2 %). L'évolution de l’occupation des sols de la commune et de ses infrastructures peut être observée sur les différentes représentations cartographiques du territoire : la carte de Cassini (XVIIIe siècle), la carte d'état-major (1820-1866) et les cartes ou photos aériennes de l'IGN pour la période actuelle (1950 à aujourd'hui).

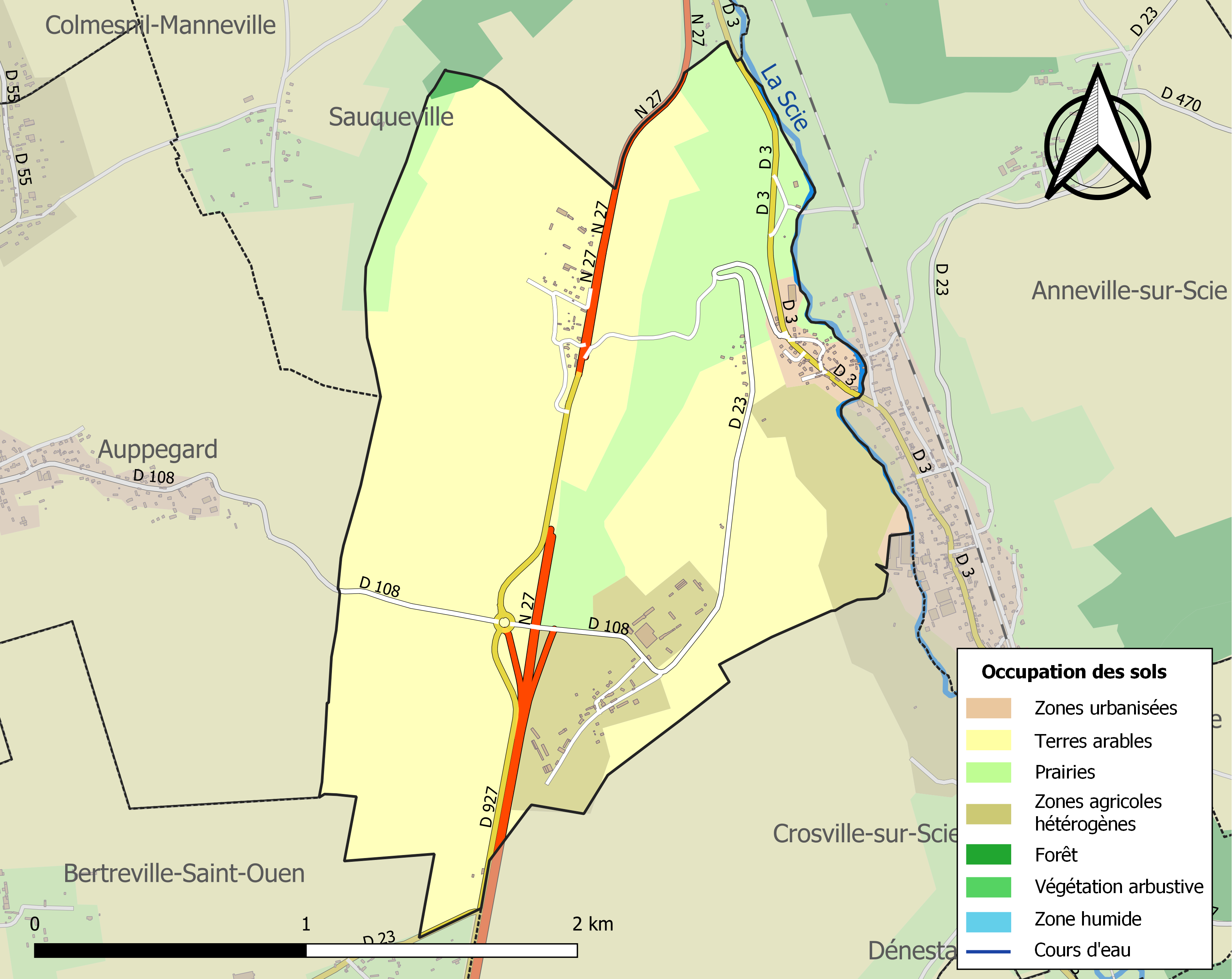
Carte des infrastructures et de l'occupation des sols de la commune en 2018 (CLC).

## Toponymie
Le nom de la localité est attesté sous les formes Maneholt villam vers 1020 (Archives de la Seine-Maritime, 14 H 917) ; [In] Maneholt villa vers 1040 (Jean Adigard des Gautries, 1958 p. 303) ; Manehoutvilla en 1188-89 (Rec. Henri II, II 425) ; Manehouvillam vers 1210 ; Manehouvilla en 1337 ; Manehouville variante Manéhouville en 1431 (Auguste Longnon 34, 91).
La prononciation traditionnelle est Manouville (Tougard-Dieppe, 1877), par contraction.
Il s'agit d’une formation toponymique en -ville au sens ancien de « domaine rural »,. Manéhou- représente un nom de personne selon le cas général, François de Beaurepaire et à sa suite Ernest Nègre identifient l'anthroponyme germanique occidental Manacholdus, (variante Managoldus). Seul Jean Renaud émet une hypothèse divergeante. Pour lui, Maneholt (1020) représente le vieux norois *Mánaholt, composé du nom de personne scandinave Máni (au génitif Mána), suivi de l'appellatif norois holt « bois, bosquet », associé plus tard à -ville, d'où le sens de « domaine rural du bois de Máni ».
Remarque : le nom de personne germanique occidental est proposé sous une forme latinisée par ces auteurs, Albert Dauzat en revanche cite Managold, lui même remontant à une forme primitive Managwald. Il se perpétue dans le nom de famille allemand Manigold / Mangold, ainsi que dans les patronymes français (surtout bourguignons) Manigault, Manigaud, Manigaut qui pouvaient avoir le sens de « manœuvre » en ancien français et également Mangaud.

## Politique et administration
| Période                                  | Période                    | Identité                  | Étiquette | Qualité                         |
| ---------------------------------------- | -------------------------- | ------------------------- | --------- | ------------------------------- |
| Les données manquantes sont à compléter. |                            |                           |           |                                 |
|                                          |                            | Thomas Bonaventure Prevel |           |                                 |
| Les données manquantes sont à compléter. |                            |                           |           |                                 |
| 2001                                     | 2008                       | Guy Lecoq                 |           |                                 |
| mars 2008                                | En cours (au 10 août 2020) | Sébastien Duramé          |           | Réélu pour le mandat 2020-2026, |

## Démographie
L'évolution du nombre d'habitants est connue à travers les recensements de la population effectués dans la commune depuis 1793. Pour les communes de moins de 10 000 habitants, une enquête de recensement portant sur toute la population est réalisée tous les cinq ans, les populations de référence des années intermédiaires étant quant à elles estimées par interpolation ou extrapolation. Pour la commune, le premier recensement exhaustif entrant dans le cadre du nouveau dispositif a été réalisé en 2004.

En 2022, la commune comptait 216 habitants, en évolution de −4,85 % par rapport à 2016 (Seine-Maritime : +0,35 %, France hors Mayotte : +2,11 %).
| 1793 | 1800 | 1806 | 1821 | 1831 | 1836 | 1841 | 1846 | 1851 |
| ---- | ---- | ---- | ---- | ---- | ---- | ---- | ---- | ---- |
| 234  | 207  | 247  | 272  | 257  | 295  | 282  | 260  | 233  |

| 1856 | 1861 | 1866 | 1872 | 1876 | 1881 | 1886 | 1891 | 1896 |
| ---- | ---- | ---- | ---- | ---- | ---- | ---- | ---- | ---- |
| 246  | 244  | 236  | 207  | 206  | 192  | 187  | 181  | 183  |

| 1901 | 1906 | 1911 | 1921 | 1926 | 1931 | 1936 | 1946 | 1954 |
| ---- | ---- | ---- | ---- | ---- | ---- | ---- | ---- | ---- |
| 162  | 183  | 165  | 214  | 192  | 144  | 149  | 139  | 159  |

| 1962 | 1968 | 1975 | 1982 | 1990 | 1999 | 2004 | 2006 | 2009 |
| ---- | ---- | ---- | ---- | ---- | ---- | ---- | ---- | ---- |
| 153  | 141  | 171  | 206  | 218  | 183  | 189  | 201  | 213  |

| 2014 | 2019 | 2022 | - | - | - | - | - | - |
| ---- | ---- | ---- | - | - | - | - | - | - |
| 218  | 224  | 216  | - | - | - | - | - | - |

## Culture locale et patrimoine

### Lieux et monuments
- Église Notre-Dame.
- Un futur viaduc est actuellement en construction près du village : le viaduc de la Scie. Il supportera le futur prolongement de la RN 27.

### Héraldique
| Armes de Manéhouville | Les armes de la commune de Manéhouville se blasonnent ainsi : De gueules à deux cotices ondées et abaissées d’argent, accompagnée en chef d’une gerbe de blé liée d’or; au franc quartier cousu d’azur chargé d’un aigle d’argent, becquée et membrée de gueules. Adopté le 2 avril 2009. Création JF Binon. |

### Images

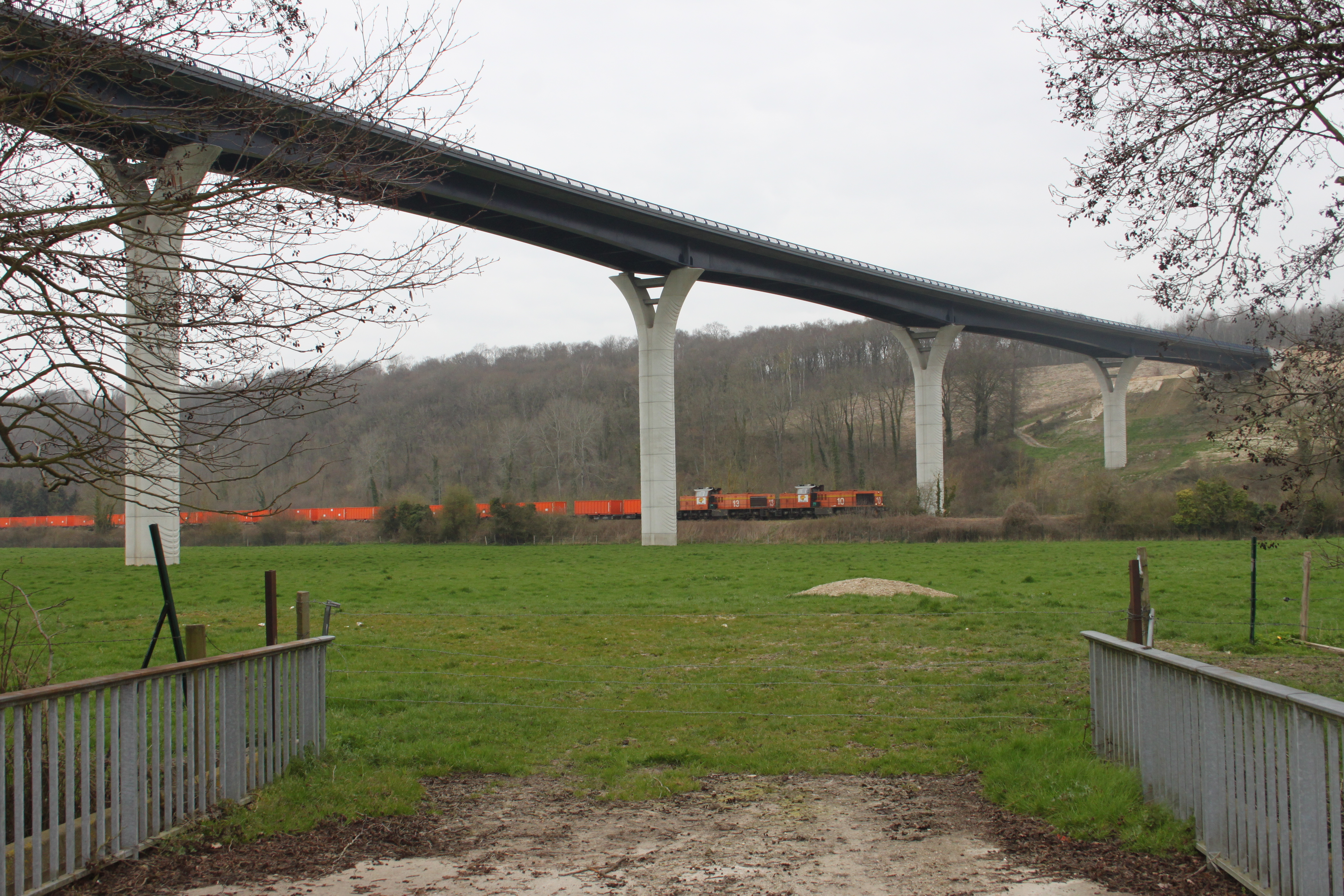
Viaduc de la Scie et train de terre.